# Норт, Фредерик
Фре́дерик Норт, 2-й граф Гилфорд, KG (англ. Frederick North, 2nd Earl of Guilford; 13 апреля 1732[…], Лондон — 5 августа 1792[…], Лондон) — более известный по придворному титулу как Лорд Норт; премьер-министр Великобритании с 1770 по 1782 год. Норт возглавлял правительство Великобритании во все годы Американской войны за независимость, а также занимал некоторые другие посты: Министра внутренних дел и Канцлера казначейства.
Отношение историков к лорду Норту менялось со временем. В конце XIX века доминировала негативная точка зрения, его считали ставленником короля, чья некомпетентность привела к утрате Американских колоний. В начале XX века оценки сместились на более позитивные: было замечено, что он уверенно управлял казначейством, хорошо контролировал Палату общин и защищал Англиканскую церковь. И всё же историк Герберт Баттерфилд утверждал, что Норт был слабым администратором и не умел контролировать общий ход войны.

## Биография
Фредерик Норт родился 13 апреля 1732 года в фамильном особняке на улице Пиккадилли в Лондоне. Норт с юности был так похож внешне на короля Георга III, что многие современники, в том числе король Георг IV, считали что его мать изменяла мужу с кем-то из королевского дома. Возможно, его реальным отцом был Фредерик, принц Уэльский (отец Георга III), и таким образом Норт был братом королю по отцу. Официальный отец Норта, Фрэнсис Норт, 1-й граф Гилфорд, с 1730 по 1751 год был спальником Фредерика, и возможно, назвал сына Фредериком в память о его настоящем отце.
Представитель высших слоёв британской аристократии, Норт прошёл обучение в Итоне и Оксфорде. В 22 года он стал членом Парламента от партии тори (которую поддерживал его отец) и оставался таковым до самой смерти. Когда вельможе исполнилось 27 лет, премьер-министр герцог Ньюкасл назначил его лордом-казначеем.

## Премьер-министр
Сменив герцога Графтона в феврале 1770 года, Норт оставался во главе правительства на протяжении двенадцати самых насыщенных событиями лет в британской истории XVIII века. Консервативно настроенный король Георг III высоко ценил молодого премьер-министра, и прежде расстроенные финансы королевства, казалось, были наконец приведены в порядок.
Жёсткая финансовая политика Норта вылилась в восстание американских колонистов. Первым звонком стало Бостонское чаепитие — реакция на введённые правительством таможенные пошлины. Недооценивая силы и решимость колонистов пойти до конца, он пытался привести их к покорности политикой кнута и пряника.
В 1778 году, испытывая недостаток в военной силе, правительство отменило ряд правовых ограничений на католиков, включая запрет службы в армии. Это решение вызвало народные протесты, подогреваемые общим социальным недовольством, и вылилось в бунт лорда Гордона в 1780 году, когда на протяжении недели в Лондоне были массовые беспорядки и вводилось военное положение.
При защите биллей в Парламенте Норту было сложно равняться в ораторском искусстве с Эдмундом Бёрком и Чарлзом Джеймсом Фоксом, тем более что не все исходившие от правительства меры пользовались его личным одобрением. Будучи опытным финансистом, Норт мало понимал в делах войны и дипломатии. Известия о поражениях легко приводили его в панику и склоняли к мыслям о мире. Только в марте 1782 года король дал наконец согласие принять его отставку.
Год спустя Норт заключил союз с вигами во главе с Фоксом и, несмотря на негодование короля, вернулся в правительство, которое стало известно как Коалиция Фокса-Норта. В 1786 году оставил политику по причине ухудшающегося зрения.
Фредерик Норт умер на Гроувнер-сквер в Лондоне 5 августа 1792 года.